# جيراردو سيلفا (لاعب كرة قدم)
جيراردو سيلفا (بالإسبانية: Gerardo Silva)‏ هو لاعب كرة قدم تشيلي، ولد في 11 يناير 1962 في Rengo ‏ في تشيلي. لعب مع ديبورتيس كولتشاغوا.